# The Rolling Stones (album)
The Rolling Stones è il primo album in studio dell'omonimo gruppo musicale britannico, pubblicato il 17 aprile 1964. L’album vinse il disco d'oro e quello di platino negli Stati Uniti e in Canada e compare nel libro di Robert Dimery, 1001 Album che devi ascoltare prima di morire.

## Storia
Preceduto da tre singoli e da un EP pubblicati in circa dieci mesi, la Decca Records diede parere favorevole alla pubblicazione di un long playing con dodici brani che vennero registrati in cinque sedute al Regent Sound Studio di Londra, dal 3 gennaio al 25 febbraio 1964.
Delle dodici canzoni, nove sono cover di brani rock and roll e rhythm and blues, due scritte in gruppo e una composta dai soli Jagger e Richards (Tell Me). I brani Now I've Got a Witness e Little By Little hanno come autore Nanker Phelge che è lo pseudonimo adoperato dal 1963 al 1965 per le canzoni scritte in gruppo. Nanker Phelge era un amico che condivise la casa con Mick, Brian e Keith dal 1962 al 1965.
L'edizione americana dell'album venne pubblicata il 29 maggio 1964 dalla London Records con una track list leggermente diversa (Not Fade Away al posto di Mona) e con in copertina la dicitura England's Newest Hit Makers, che in seguito venne usato come titolo per il disco.

## Copertina
In copertina compare una foto del gruppo opera di Nicholas Wright e nessuna scritta a parte il logo della Decca, una scelta grafica ideata dal manager Andrew Oldham.

## Accoglienza
In poco tempo vendette mezzo milione di copie e raggiunse il primo posto in classifica dopo otto giorni dalla pubblicazione permanendovi per una decina di settimane per un totale di 51 di permanenza nella classifica.

## Singoli
Per promuovere l'album venne pubblicato il singolo il 21 febbraio 1964 il singolo "Not Fade Away/Little By Little" che raggiunse la terza posizione nella classifica britannica, permanendovi per 15 settimane; negli USa venne invece pubblicato il singolo "Not Fade Away/I Wanna Be Your Man" il 6 marzo 1964 che arrivò alla posizione n. 48 permanendo in classifica negli USA per 13 settimane.

## Tracce

### Lato A
1. Route 66 – 2:20 (Bobby Troup)
2. I Just Want to Make Love to You – 2:16 (Willie Dixon)
3. Honest I Do – 2:08 (Jimmy Reed)
4. I Need You Baby (Mona) – 3:32 (E. McDaniel)
5. Now I've Got a Witness – 2:28 (Nanker Phelge)
6. Little By Little – 2:37 (Phelge/Spector)

### Lato B
1. I'm a King Bee – 2:33 (James Moore)
2. Carol – 2:31 (Chuck Berry)
3. Tell Me (You're Coming Back) – 4:05 (Jagger/Richards)
4. Can I Get a Witness – 2:54 (B.Holland/Dozier/E.Holland)
5. You Can Make It If You Try – 2:00 (Ted Jarret)
6. Walking the Dog – 3:08 (Rufus Thomas)

## Formazione
- Mick Jagger – voce, armonica a bocca, percussioni
- Keith Richards – chitarra, cori
- Brian Jones – chitarra, armonica a bocca, percussioni, cori
- Bill Wyman – basso, cori
- Charlie Watts – batteria

### Altri musicisti
- Ian Stewart – pianoforte in Tell Me e in Can I Get a Witness; organo in Now I've Got a Witness e in You Can Make It If You Try
- Gene Pitney – pianoforte in Little by Little
- Phil Spector – maracas in Little by Little

## Miglior posizione in classifica
| Anno | Classifica   | Posizione |
| ---- | ------------ | --------- |
| 1964 | NME          | N. 1      |
| 1964 | Melody Maker | N. 1      |
| 1964 | Disc         | N. 1      |